# Italiensk grottsalamander
Italiensk grottsalamander  (Speleomantes italicus)  är ett stjärtgroddjur i familjen lunglösa salamandrar. Arten kallas också Hydromantes italicus.

## Utseende
Teckningen är mycket variabel; arten är ljusbrun till svart på ryggsidan, som oftast är fläckig, strimmig eller spräcklig i avvikande färger, som röd, gul, gulbrun, grå och/eller grön. Buksidan är vanligtvis mörk. Salamandern har långa ben. Hanen kan bli upp till 11 cm lång, honan 12 cm.
Som alla salamandrar i familjen saknar den lungor, och andas i stället med huden och svalget, som har blodkärlsrika fåror för att underlätta syreupptaget.

## Utbredning
Den italienska grottsalamandern finns i Italien i norra och centrala Apenninerna, från Reggio Emilia och Lucca till Pescara.

## Vanor
Arten uppträder i fuktiga grottor, klippspringor och skogar, gärna i kalkstensområden, på mellan 80 och 1 600 meters höjd. Precis som hos den sardinska grottsalamandern läggs de få äggen på land och ger upphov till fullbildade individer som inte genomgår någon förvandling. Arten är nattaktiv. Födomässigt är arten inte särskilt specialiserad utan tar flera olika ryggradslösa djur. Den antas leva i åtminstone 6 år.

## Status
Den italienska grottsalamandern är missgynnad ("NT") främst på grund av den begränsade populationen, men beståndet är stabilt och är inte utsatt för några egentliga hot annat än en lokal, begränsad biotopminskning och viss illegal insamling. Den är upptagen i EU:s habitatdirektiv (bilaga 4).